# Ève Cournoyer
Pour les articles homonymes, voir Cournoyer.
Ève Cournoyer, née le 15 mai 1969 et morte le 12 août 2012, est une auteure-compositrice-interprète québécoise.

## Biographie
Née en 1969, en milieu rural, c'est une de ses tantes qui lui apprend les bases de la musique dès l'âge de 5 ans. Elle continue son apprentissage au secondaire mais, n'aimant pas le côté trop classique des cours, laisse rapidement tomber. Elle abandonne aussi le Cégep et se mouille dans le domaine de la mode à Montréal et en Europe, mais elle ne se sent pas à sa place et la musique commence à lui manquer. C'est lors d'un voyage en Allemagne qu'Ève achète sa première guitare acoustique. Elle revient à Montréal, où elle entame des études en technique sonore, en plus de travailler avec Claude Champagne comme assistante en studio. C'est durant ce temps que naît chez elle cet engouement pour l'enregistrement, l'arrangement et la chanson.
En 1994, après la naissance de sa fille, elle commence à écrire des paroles et musique. Accompagnée de sa guitare, elle s'enregistre chez elle. Elle fait ses débuts en collaborant avec Marc Gendron et en donnant des spectacles, comme aux FrancoFolies de Montréal de 1999, par exemple. Stéréotype I, son premier démo voit le jour avec l'aide du DJ Mad Max, joue à la radio et bien critiqué par quelques-uns. Intitulé Sabot-de-Vénus, son premier album sort en octobre 2002 et est très apprécié tant auprès des critiques qu'auprès du grand public.
Suivra, en 2005, l'album L'Écho.
Puis, après un long détour qui l'amène faire des spectacles partout en province, dont quelques premières parties des spectacles de Richard Desjardins, elle sort, en mai 2010, Tempête qui se retrouvera rapidement en 2e position au Palmarès de Radio-Canada. Dès lors, elle entreprend une série de spectacles sur la scène montréalaise et en province.
Le 12 août 2012, à l'âge de 43 ans, Ève Cournoyer meurt, quelques jours à peine après la sortie de son quatrième album, Le labeur de la fleur. Le journal La Presse annonçait le 13 août 2012 qu'elle se serait enlevé la vie, puis a retiré cette information. Le site HollywoodPQ reprend cette information et Richard Martineau la confirme sur son blogue.